# Niolo (gebied)
De Niolo is een gebied in het hart van het noorden van het Franse eiland Corsica.
Dit plateau is het echte domein van de herders. Hier wordt de authentieke schapenkaas geproduceerd, met name in het dorpje Casamaccioli. Casamaccioli is beroemd door de jaarlijkse Foire (8 september), A Santa di Niolu. 